# Labre capitaine
Genre
Espèce
Synonymes
- Labrus maximus (Walbaum, 1792)

Statut de conservation UICN

 VU A2bd : Vulnérable
Le labre capitaine (Lachnolaimus maximus) est une espèce de labres originaire de l'ouest de l'océan Atlantique, que l'on peut trouver depuis la Nouvelle-Écosse (Canada) jusqu'au nord de l'Amérique du Sud, y compris le golfe du Mexique. Cette espèce se rencontre autour des récifs, en particulier les zones recouvertes de gorgones. Cette espèce est actuellement le seul membre connu de son genre.

## Caractéristiques
Le labre capitaine se caractérise par la forme de son corps, grand et comprimé latéralement. Il possède un museau très allongé qu'il utilise pour rechercher des crustacés enfouis dans les sédiments. Fait intéressant, ce très long museau "groin" et son comportement de fouisseur ont donné son nom anglais au poisson. La caudale ou nageoire de queue est un peu en forme lunaire et les nageoires pectorales sont disposées latéralement par rapport au corps, avec les nageoires pelviennes appariés directement en-dessous. Une tache noire bien visible derrière les nageoires pectorales différencie les mâles des femelles. La nageoire dorsale est habituellement composée de trois ou quatre longues épines dorsales suivies par une série de courtes épines. Il est un carnivore. Il se nourrit principalement d'autres petits poissons.

## Cycle de vie
Comme beaucoup de labres, le labre capitaine est un hermaphrodite séquentiel, ce qui signifie qu'il change de sexe au cours des différentes étapes de la vie. Le labre capitaine est un protogyne, un hermaphrodite "femelle en premier" : les juvéniles de labre capitaine commencent comme des femelles, puis mûrissent pour devenir des mâles. Le changement se produit habituellement autour de trois ans et environ 14 pouces (35 cm) de longueur. Les femelles et les juvéniles sont généralement de couleur gris pâle, brun ou brun rougeâtre, avec un dessous plus pâle et pas de motif distinct. Les mâles se distinguent par une bande sombre et profonde allant du museau à la première épine dorsale, ainsi que par une tache noire latérale derrière les nageoires pectorales. Le labre capitaine peut atteindre une taille maximum de 91 cm (36 pouces) et un poids d'environ 11 kg (24 lb), on a trouvé des spécimens vieux de 11 ans. Le frai, en Floride du Sud, se déroule de novembre à juin. Les groupes sociaux des labres capitaines sont organisés en harems où un mâle fécondera et protégera un groupe de femelles dans son territoire.

## Habitat et répartition
On rencontre cette espèce dans l'océan Atlantique tropical Ouest et nord ouest.

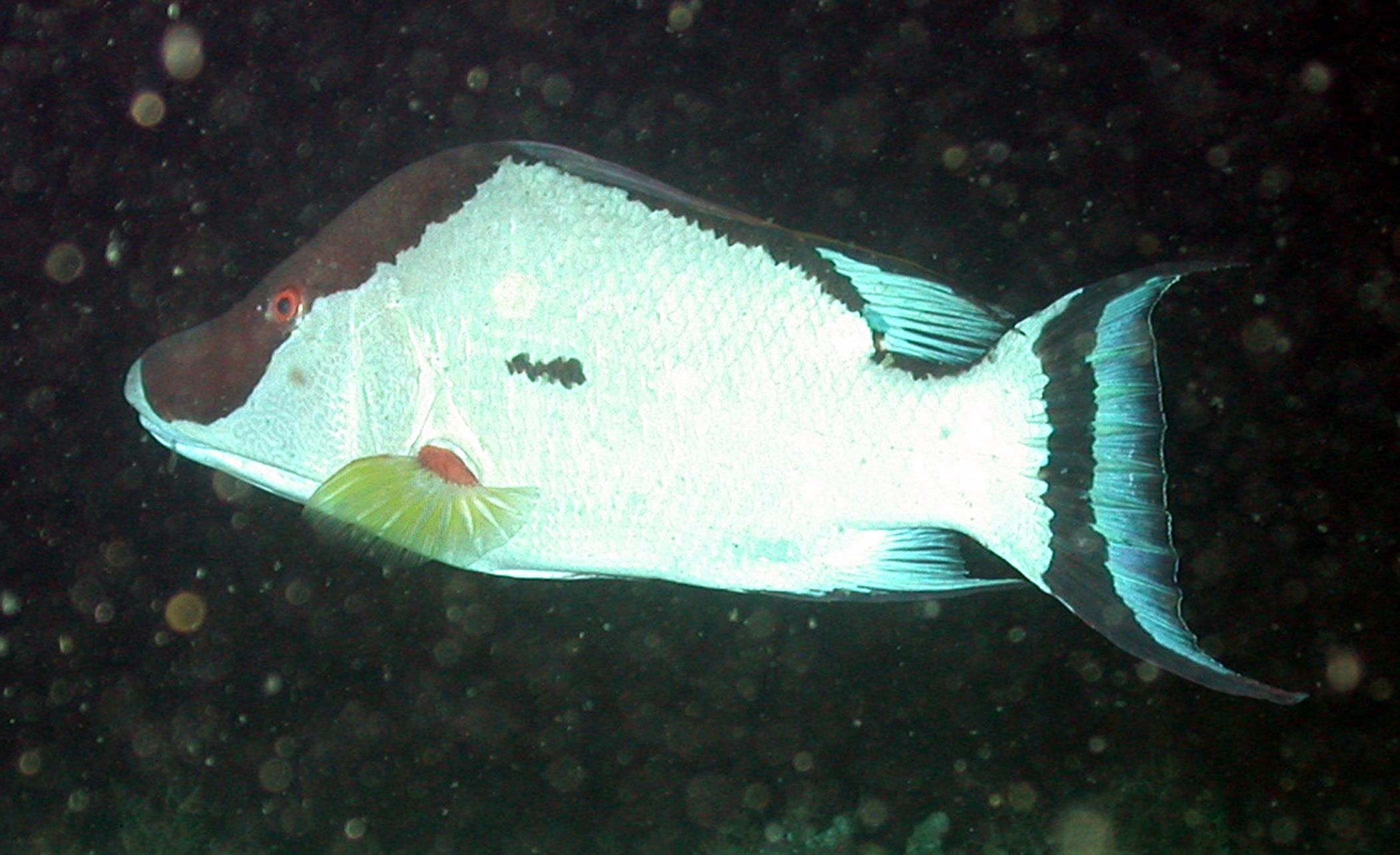
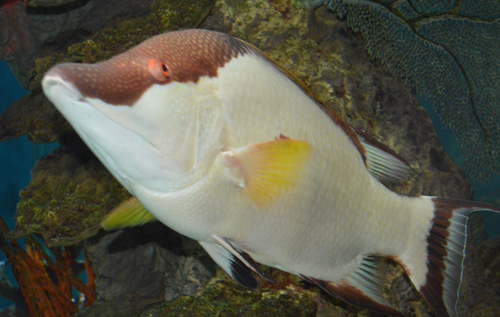
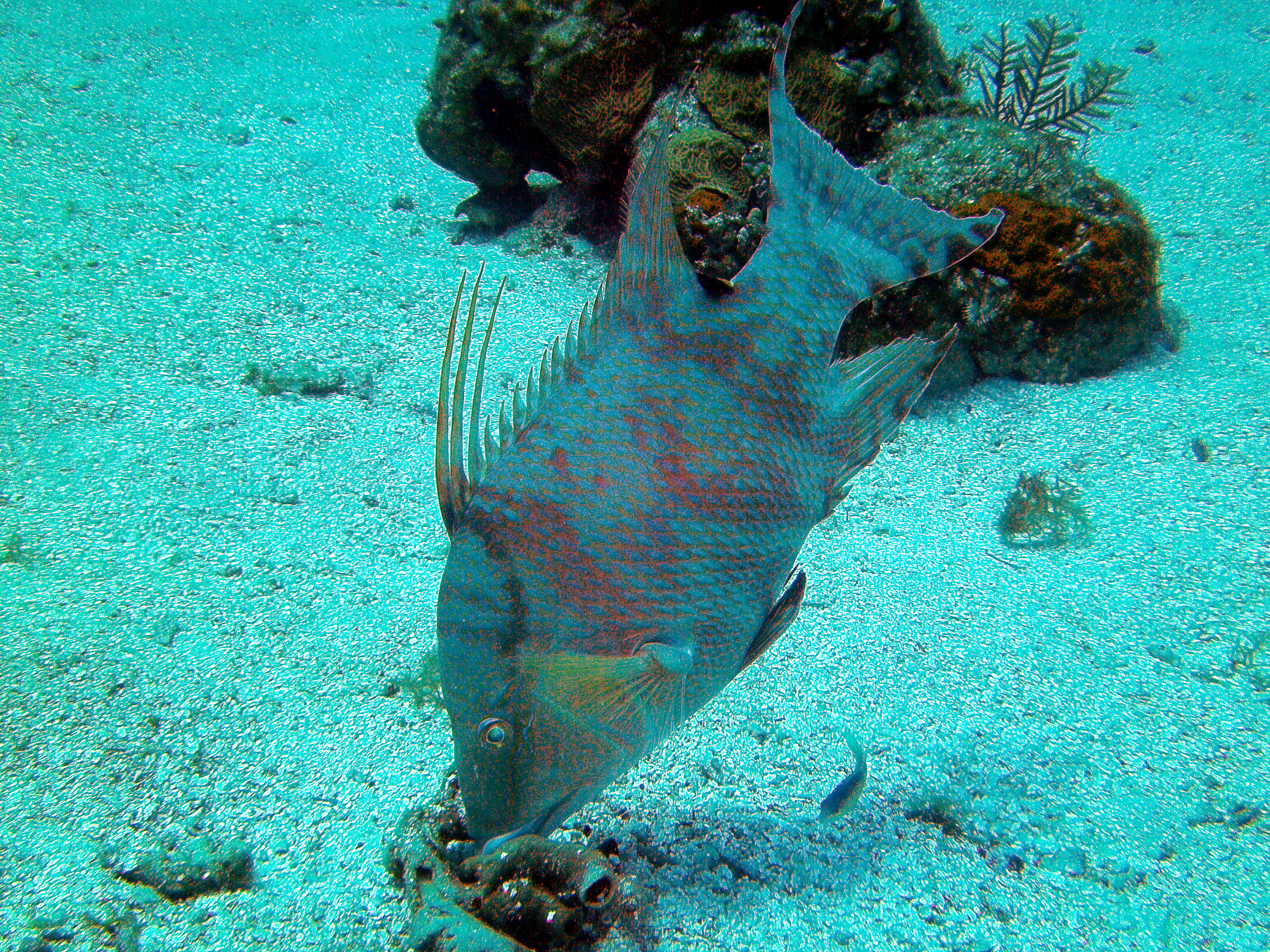

## Importance économique
Le labre capitaine est une espèce couramment ciblée par beaucoup de pêcheurs au harpon et de récifs, et il est hautement considéré par beaucoup pour son goût et sa valeur nutritive. En 2007, les débarquements de labre capitaine en Floride ont totalisé 306,953 livres (soit 139 tonnes). Les stocks de poissons sont réglementés par le Conseil de gestion des pêches de l'Atlantique Sud et la Commission de conservation des poissons et de la faune sauvage de Floride. Des limites de taille des sacs et de poissons, et des limitations des engins de pêche ont été mis en place sur cette espèce afin d'assurer une bonne santé du stock et de le protéger de la surpêche.